# 徐守誠
徐守誠（1456年—？），字成之，浙江紹興府餘姚縣人，民籍，明朝政治人物。

## 生平
成化二十二年（1486年）丙午科浙江鄉試第二十名舉人，弘治六年（1493年）中式癸丑科會試第八十六名，二甲第四十五名進士。任湖廣按察司僉事，正德四年（1509年）十月升山東布政使司右參議。

## 家族
曾祖徐祖行；祖父徐有美；父徐克誼，贈刑部主事。母洪氏。具慶下。